# Ambunguipes similis
Ambunguipes similis is een eenoogkreeftjessoort uit de familie van de Hamondiidae. De wetenschappelijke naam van de soort is voor het eerst geldig gepubliceerd in 1909 door Scott A..